# Idealismo
L'idealismo, in filosofia, è una visione del mondo che riconduce totalmente l'essere al pensiero, negando l'esistenza autonoma della realtà, ritenuta il riflesso di un'attività interna al soggetto.
Nell'idealismo è generalmente implicita una concezione etica fortemente rigorosa, come nel pensiero di Fichte, che è incentrato sul dovere morale dell'uomo di conformare il mondo al principio ideale da cui esso ha origine.
In un senso più ampio, il termine è stato utilizzato in riferimento anche a diversi altri sistemi filosofici (come il platonismo), che privilegiano la dimensione ideale rispetto a quella materiale, affermando così che l'unico vero carattere della realtà sia di ordine spirituale.

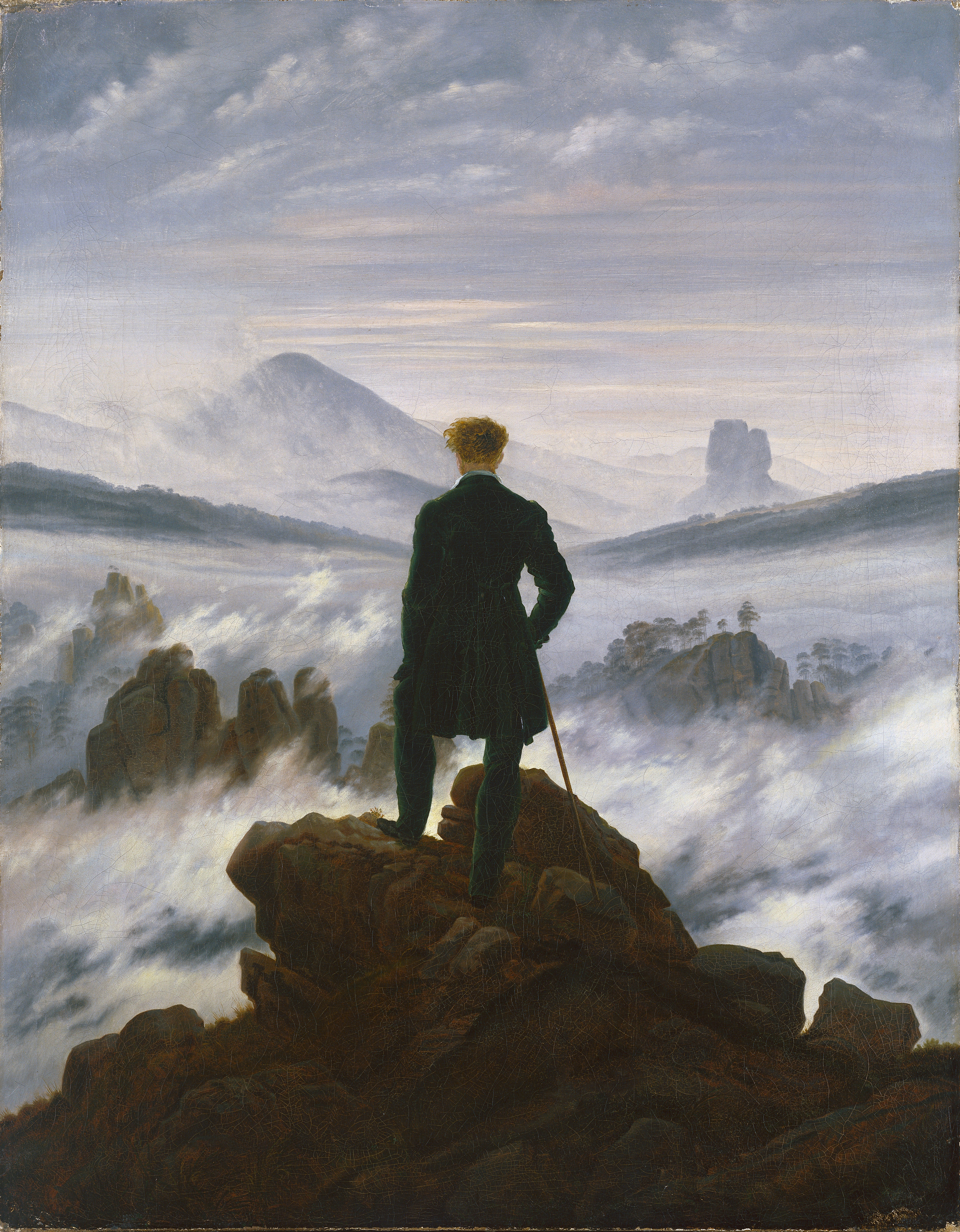
Viandante sul mare di nebbia (Caspar David Friedrich), emblema dell'idealista romantico, irrequieto, teso alla ricerca dell'infinito.

## L'idealismo nella teoria della conoscenza
Esistono varie accezioni del termine idealismo. Una di esse è quella formulata da Arthur Schopenhauer che, di fatto, equipara la vita a un sogno, anche se questa affermazione non va intesa in modo riduttivo, come se l'idealismo affermasse che la realtà da noi percepita o pensata sia soltanto un'allucinazione, priva di ogni oggettività.
Ciononostante, è comunque evidente che l'idealismo si pone in antitesi radicale rispetto al senso comune, per il quale normalmente non si penserebbe di vivere in un mondo di finzioni, in cui si attribuirebbe realtà alle ombre, come nel mito platonico della caverna. Paradossalmente, quindi, proprio il senso comune sarebbe il vero "dormiente", per la sua illusione circa l'esistenza di un mondo reale al di fuori di noi.
(Arthur Schopenhauer, Il mondo come volontà e rappresentazione, II, 1)

### Rapporti con altri sistemi di pensiero
Nel fare dell'idea, cioè del pensiero o soggetto di conoscenza, il principio primo da cui nasce e si deduce la realtà concreta (l'essere o oggetto), l'idealismo viene contrapposto in particolare:
- al realismo, secondo cui la realtà esiste indipendentemente dal soggetto. Per gli idealisti, questa concezione sarebbe ferma a uno stadio di inconsapevolezza, incapace di riconoscere che l'esistenza della realtà è un prodotto della mente umana; alcuni idealisti, ad ogni modo, non vollero distruggere del tutto l'impianto scientifico-ontologico del realismo.[5]
- al dogmatismo, secondo cui - al contrario dell'idealismo - il soggetto trae la propria esistenza dall'oggetto e non viceversa. Si tratta, comunque, di due prospettive in fondo complementari, basate su una stessa unità immediata di soggetto e oggetto.[6]
- al materialismo, al meccanicismo, e a tutte quelle teorie che si basano su un approccio riduzionistico alla realtà; ad essi l'idealismo contrappone la dimensione inconscia e interiore dell'individuo, esaltando il sogno, la fantasia, l'immaginazione, il sentimento morale ed artistico come le vie maestre in grado di condurre alla verità.

Occorre comunque tener presente che l'idealismo, per la varietà degli autori a cui può essere ricondotto, confina con le più diverse tradizioni di pensiero. Vi è chi, come Hans-Georg Gadamer, ritiene che l'idealismo coincida di fatto col realismo medievale, per l'"anteriorità" attribuita ai concetti rispetto alla realtà. Si possono poi trovare affinità anche col razionalismo di Cartesio, che confida nella capacità della ragione di raggiungere la res a prescindere dai sensi, anche se va fatta in proposito una distinzione radicale, dato che Cartesio era comunque un realista. In secondo luogo, il problema cui intendeva rispondere era diverso da quello posto dall'idealismo: egli cercava una risposta circa lo strumento della conoscenza, l'idealismo invece circa l'oggetto di tale conoscenza.
C'è poi il caso di un idealismo empirista, facente capo a George Berkeley, che - per il suo principio epistemologico Esse est percipi ("Esserci è essere percepito") - potrebbe essere considerato uno degli idealisti più radicali: il suo empirismo si contrapponeva alla concezione razionalista che le idee della ragione avessero necessariamente un fondamento nella realtà oggettiva.

## Diverse accezioni del termine
La parola idealismo venne introdotta nella terminologia filosofica da Leibniz agli inizi del Settecento, in particolare in riferimento a Platone e alla sua "dottrina delle idee".
Nel corso dei secoli, tuttavia, a questa accezione limitata alla filosofia greca classica se ne aggiunsero altre, di natura diversa.
Fino ad oggi sono prevalsi tre significati principali del termine, che si riferiscono, a seconda dei casi:
1. all'idealismo platonico e neoplatonico, spesso in contrapposizione al realismo tomista, del quale fu un concorrente in ambito scolastico; l'idealismo platonico permeò di sé il Medioevo e in modo particolare la filosofia rinascimentale;
2. all'idealismo gnoseologico: concezione per cui oggetto della conoscenza non è la realtà, bensì l'idea o la rappresentazione fenomenica (se ne rintracciano riferimenti in molti filosofi, da Cartesio a Berkeley a Kant);
3. all'idealismo assoluto o romantico: la corrente filosofica post-kantiana, nata in Germania nel periodo romantico con Fichte e Schelling per poi diffondersi in tutta Europa, la cui idea fondamentale è riassumibile nell'assunto per cui l'Io o lo Spirito è il principio unico di tutto, che genera il mondo in uno stato di estasi più o meno onirico. È l'epoca dei grandi ideali romantici, caratterizzati dalla sete dell'Assoluto, della libertà, e del bello, che trova in Kant un precursore.[9]

Vi è infine il neoidealismo, derivante da quest'ultima accezione, per la quale vengono definiti "idealisti" anche alcuni filosofi del Novecento, che trassero ispirazione, in forma più o meno accentuata, dall'idealismo romantico (in particolare dal pensiero hegeliano). Fra questi si suole includere gli italiani Benedetto Croce e Giovanni Gentile, il quale reinterpreta l'idealismo tedesco in un'ottica attualista.

### Idealismo platonico
La teoria di Platone è stata a volte definita idealismo, ma in un'accezione diversa dagli esiti a cui è giunto l'idealismo moderno, che è incentrato principalmente sul soggetto. Le idee di Platone infatti non sono contenute solo nella mente, ma sono forme superiori, che possiedono una duplice valenza, gnoseologica e ontologica: riprendendo Parmenide, che già aveva equiparato essere e pensiero, le idee di Platone non solo rendono conoscibile il mondo, ma gli consentono anche di esistere. Soltanto nelle idee però risiede la vera realtà, a differenza degli oggetti che l'uomo conosce nella vita di tutti i giorni, i quali non sono che pure ombre di quelle forme supreme.
Risale quindi a Platone la concezione che fa del mondo fenomenico un'entità illusoria.
Con Plotino e il neoplatonismo si verifica un'accentuazione del carattere mistico delle idee platoniche: al di sopra di esse Plotino colloca l'Uno assoluto, che è superiore persino all'Essere. Ciò significa che l'Uno non è una semplice realtà statica, ma è pura attività creatrice, perenne atto di pensiero che produce la realtà ontologica come risultato della propria estasi contemplativa. Si tratta in effetti di una dottrina che si avvicina a quella orientale del Tao, e, in Occidente, agli esiti cui perverranno Meister Eckhart, Nicola Cusano, Spinoza (con la sua Natura Naturans) e lo stesso idealismo tedesco.
In ambito cristiano è soprattutto Agostino d'Ippona ad appropriarsi dell'idealismo neoplatonico, sostenendo che la Verità dimora nell'interiorità dell'uomo. L'agostinismo dominerà poi il Medioevo fin quando nel Duecento entrerà in attrito col tomismo aristotelico, maggiormente ancorato al realismo dogmatico e ad una metafisica della sostanza. Nell'ambito della disputa sugli universali esso prende comunque posizione contro il nominalismo, ritenendo gli universali ante rem. 

L'idealismo neoplatonico gode quindi di nuova fioritura con l'avvento della filosofia rinascimentale, grazie a pensatori come Marsilio Ficino, Giordano Bruno, e Tommaso Campanella (secondo cui l'autocoscienza è condizione dell'essere).

### Idealismo gnoseologico
Si parla di idealismo gnoseologico per indicare quelle dottrine secondo cui la conoscenza è un prodotto esclusivo del soggetto, a prescindere dalla realtà come è in sé. In tal senso, l'oggetto della conoscenza non è la realtà in se stessa, bensì le idee o le rappresentazioni mentali di questa.
L'impostazione epistemologica idealista fu tipica del ciclo moderno del pensiero occidentale, che d'altra parte si presenta anche come un cammino verso l'idealismo assoluto: i passi sono legati tra loro, pur essendo diversi l'uno dall'altro.

#### Cartesio
René Descartes non era idealista in senso assoluto: il suo intento è proprio quello di spiegare il legame tra res cogitans e res extensa, non di negare la seconda delle due.
Tuttavia, per il suo Cogito ergo sum Cartesio può essere considerato anticipatore dell'idealismo gnoseologico moderno. Per Cartesio, infatti, la conoscenza è un processo che avviene tutto all'interno della res cogitans, cioè il soggetto pensante che si contrappone alla res extensa, la realtà materiale. Cartesio non negò mai l'esistenza della res extensa, ma la considerava "vera" solo nella misura in cui si giunge ad averne un'idea chiara e cosciente.
In questo senso, Cartesio gettò "germi di idealismo" in tutta la filosofia moderna:
- con il dubbio metodico, un dubbio assoluto che coinvolge tutta l'esistenza del mondo così come viene conosciuta dai sensi umani, viene incrinata la certezza che la conoscenza ci possa mettere davvero di fronte alla res.
- per Cartesio il cogito è la prima conoscenza, l'unica conoscenza umana sicura e immediatamente certa. È vero che anche il pensiero era inteso da Cartesio come una res, una sostanza, ma nel senso metafisico del termine; Dio si farebbe garante della sua corrispondenza alla realtà esterna, poiché «Egli non può ingannarci».
- per Cartesio il conoscere stesso è ridotto alla stregua di "avere idee" (e il conoscere veritativo ad "avere idee innate), non al possedere la realtà in sé: in tal senso sarà annoverato tra gli idealisti gnoseologici.[18]

#### Malebranche e Leibniz
Lo sforzo dell'occasionalismo di Nicolas Malebranche andava ancora in senso realista: garantire la corrispondenza tra pensiero e "realtà", per rimediare a quelli che egli riteneva debolezze del tentativo filosofico di Cartesio. Malebranche ipotizzava perciò un intervento di Dio per garantire la corrispondenza tra pensiero e cose.
Anche la dottrina dell'armonia prestabilita di Leibniz appare imparentata con l'occasionalismo, ma se ne distingue per il fatto che l'intervento di Dio è situato all'origine, al momento della creazione dell'universo, quando Egli ha coordinato le infinite monadi di cui questo si compone, come un orologiaio che accorda diversi orologi sincronizzandoli tra loro. Ogni monade, in maniera affine alla visione idealista assoluta, «non ha porte né finestre», ma la corrispondenza tra le sue proprie idee e la realtà esterna è garantita da una tale armonia prestabilita.
Persino la realtà apparentemente inanimata possiede sue proprie percezioni. Per questo Leibniz criticava la metafisica di Cartesio, affermando che il pensiero non si esaurisce nella coscienza chiara e distinta dell'uomo, poiché esistono anche pensieri, e quindi livelli dell'essere, di cui non si ha consapevolezza: non c'è nessun dualismo insanabile tra spirito e materia, tra coscienza e incoscienza, ma solo infiniti passaggi dall'uno all'altro. Attribuendo capacità di pensiero alla materia stessa, la gnoseologia di Leibniz faceva in tal modo pervadere la realtà di coscienza, anche nella sua dimensione ontologica (panpsichismo): veniva così riabilitato l'idealismo metafisico neoplatonico.

#### Berkeley
George Berkeley viene considerato il primo idealista in senso moderno. Secondo Berkeley, tutta la realtà si riduce alle nostre idee, dato che esse est percipi ("essere è essere percepito", ossia esiste solo ciò che viene percepito). Fautore di un empirismo e un nominalismo radicali, Berkeley negò che vi siano essenze di cui non possiamo fare esperienza diretta; la materia stessa si riduce ad un mero dato illusorio.
Berkeley intende infatti la percezione non come semplice sensazione corporea, ma come percezione "intellettuale", inviataci da Dio. Non esistono corpi, ma solo idee spirituali a cui noi, associandole tra loro, attribuiamo illusoriamente una natura corporea. Ad ogni modo, la radicalità dell'idealismo di Berkeley era incrinata dal fatto che il filosofo irlandese escludeva dalla categoria del "percepito" il soggetto umano conoscente (l'anima) e Dio, per i quali esse est percipere.
L'idealismo di Berkeley fu di matrice tipicamente gnoseologica perché egli slegava la conoscenza da ogni presunta sostanza materiale a noi esterna.

#### Kant
Per Immanuel Kant, almeno dopo la svolta del 1770, si può parlare di idealismo gnoseologico inteso in senso trascendentale: l'oggetto della conoscenza è organizzato e reso conoscibile da criteri a priori, e viene ammessa l'esistenza delle cose in sé ma non dimostrandola con la ragione pura, bensì postulandola con la ragione pratica.
Secondo Kant, è il nostro stesso intelletto a determinare gli oggetti della conoscenza. Anche se non negava l'esistenza di una realtà indipendente dal modo in cui i nostri sensi la recepiscono, Kant venne accusato di chiudersi in un soggettivismo senza vie d'uscita. Le categorie trascendentali dell'intelletto, infatti, sono forme del pensiero, non dell'essere: non ci permettono di conoscere la realtà in sé (noumeno), ma soltanto come questa ci appare (fenomeno).

### Idealismo assoluto
Una delle scuole idealiste più note è quella dell'idealismo tedesco romantico, che poneva come fondamento della filosofia l'identificazione tra il mondo reale, naturale e storico, e un principio infinito. Tutto è fenomeno, la realtà è solo quel che il soggetto conoscente produce, cioè soltanto uno dei modi in cui l'idea si struttura.
Nell'idealismo tedesco, chiamato «assoluto» perché si presentava come dottrina esaustiva della totalità del reale, non lasciando nulla fuori di sé, vengono normalmente raggruppati tre filosofi principali, Fichte, Schelling e Hegel  (in ordine cronologico).
L'idealismo assoluto si sviluppò in una stagione ancora dominata dal pensiero di Kant, attraverso una discussione del suo criticismo: gli idealisti, infatti, negavano l'esistenza stessa del noumeno (che era per Kant la realtà esterna al soggetto, situata al di là dei suoi limiti conoscitivi), ed affermavano l'esistenza del solo fenomeno (la realtà come noi la conosciamo), traendo la conseguenza che può esistere solamente ciò che si trova nella nostra coscienza. Questo primato conoscitivo della coscienza divenne così uno degli elementi più significativi dell'idealismo assoluto.
Il problema del noumeno kantiano era dovuto al fatto che, se si afferma che è inconoscibile, non vi è alcuna ragione logica per postularne l'esistenza. Ammettere l'esistenza della cosa in sé indipendentemente dal soggetto che la conosce, per esempio, era per Fichte una posizione dogmatica e irrazionale, che conduceva a un dualismo incoerente tra soggetto e oggetto, ovvero tra il noumeno e il cosiddetto io penso. Kant considerava l'io penso come il vertice della coscienza critica che era la condizione formale senza la quale noi non potremmo neanche pensare. Gli idealisti tedeschi diranno invece che l'io penso è l'origine trascendentale non solo della conoscenza ma anche dell'essere, sia dal punto di vista formale, sia dal punto di vista del contenuto. Il dualismo kantiano è superato dall'interazione di carattere pragmatico, artistico, creativo dell'uomo con il mondo, poiché entrambi appartengono allo stesso fondamento costitutivo.
Si possono distinguere due linee di pensiero nell'ambito dell'idealismo assoluto, che in ultima analisi hanno alla radice della loro distinzione due diverse interpretazioni di Kant:
- linea fichtiana (idealismo critico): la filosofia ha lo scopo di analizzare il soggetto conoscente, l'io penso, mentre è la scienza che ha il compito di studiare la “realtà”, il cosiddetto “mondo”; la filosofia studia criticamente l'atto del pensare;
- linea hegeliana (idealismo dialettico): il reale è ciò che l'idea dialetticamente si fa; la metafisica hegeliana abbraccia e spiega tutto il sapere umano, e quindi tutta la realtà.

Fichte prima, e poi Schelling, fecero dell'Io il principio assoluto a cui ricondurre l'intera realtà, che per la ragione può diventare così oggetto di scienza. Mentre però in costoro la ragione si limitava a riconoscere, non a riprodurre, l'atto creativo con cui il soggetto pone l'oggetto (che restava prerogativa di una suprema intuizione intellettuale), sarà invece con Hegel che la ragione stessa diventa creatrice, attribuendosi il diritto di stabilire cosa è reale e cosa non lo è. «Ciò che è reale è razionale» sarà la summa del pensiero hegeliano: una realtà è tale solo se aderisce alla razionalità dell'Idea, rientrando nella triade dialettica di tesi-antitesi-sintesi tipico del procedimento a spirale con essa giunge infine a identificarsi con l'Assoluto.

Ne consegue che un qualunque essere finito può essere reale solo nella misura in cui è "ideale":
(Hegel, Scienza della logica, trad. it. di A. Moni, Roma-Bari, Laterza, 2011, tomo primo, pp. 159-160)
L'idealismo critico ebbe molta meno fortuna di quello di Hegel; eppure, mentre l'idea hegeliana è “finita” (è già tutta data, non ha più niente da dire: Hegel era convinto di essere l'ultimo filosofo), l'idealismo critico era più aperto, si pensava in costante evoluzione.

### Fonti
- Johann Gottlieb Fichte, Fondamento dell'intera dottrina della scienza, testo tedesco a fronte, a cura di G. Boffi, Bompiani, 2003
- Friedrich Schelling, Sistema dell'idealismo trascendentale, testo tedesco a fronte, a cura di G. Boffi, Bompiani, 2006
- Georg Wilhelm Friedrich Hegel, Scienza della logica, 2 voll., trad. it. di A. Moni, riv. da C. Cesa, Laterza, Bari 1974
- Edmund Husserl, Fichte e l'ideale di umanità. Tre lezioni, a cura di F. Rocci, ETS, 2006 ISBN 88-467-1200-5
- Giovanni Gentile, Teoria generale dello spirito come atto puro, Le Lettere, Firenze 2003

### Studi
- Werner Beierwaltes, Platonismo e idealismo, trad. di Elena Marmiroli, Il Mulino, Bologna 1987
- Ernst Bloch, L'idealismo tedesco e dintorni, Mimesis, Milano 2011
- Gustavo Bontadini, Studi sull'idealismo, Vita e Pensiero, Milano 1995
- Claudio Cesa, Fichte e l'idealismo trascendentale, Il Mulino, Bologna 1992
- Girolamo Cotroneo, Itinerari dell'idealismo italiano, Giannini, 1989 ISBN 88-7431-159-1
- Girolamo Cotroneo, Idealismo, in La Filosofia, diretta da Paolo Rossi, volume IV, Utet, Torino 1995
- Piero Di Giovanni, Idealismo e anti-idealismo nella filosofia italiana del Novecento, Franco Angeli Editore, Milano 2005 ISBN 88-464-6429-X
- Cornelio Fabro, Idealismo, in Enciclopedia Cattolica, vol. VI, coll. 1562-69
- Luca Fonnesu, Antropologia e idealismo: la destinazione dell'uomo nell'etica di Fichte, Laterza, Roma 1993
- Antonio Gargano, L'idealismo tedesco. Fichte, Schelling, Hegel, La Città del Sole, Napoli 1998 ISBN 88-86521-86-3
- Vittorio Mathieu, Idealismo, in Enciclopedia del Novecento, vol. III, Roma 1978, pp. 494–504
- Marcello Mustè, La filosofia dell'idealismo italiano, Carocci, Roma 2008
- Terry Pinkard, La filosofia tedesca 1760-1860. L'eredità dell'idealismo, Einaudi, Torino 2014
- Pasquale Salvucci, Grandi interpreti di Kant: Fichte e Schelling, Quattroventi, Urbino 1984